# Гней Корнелій Лентул Клодіан (консул)
Гней Корнелій Лентул Клодіан (113-115 — 64 роки до н. е.) — політичний та військовий діяч Римської республіки, консул 72 року до н. е., цензор 70 року до н. е., визначний красномовець свого часу.

## Життєпис
Походив з роду Клавдіїв. Втім про батьків його мало відомостей. Ймовірно замолоду був усиновлений Гнеєм Корнелієм Лентулом. 
У 89 році до н. е. почав військову службу під час Союзницької війни в армії Гнея Помпея Страбона. У 88 році до н. е. був монетарієм. У громадянській війні між популярами та оптиматами Клодіан був на боці останніх. Тому вимушений був у 86 році до н. е. тікати до Луція Корнелія Сулли до східної армії. Тут він став патроном міст Оропа й Темна.
У 82 році до н. е. повернувся до Рима разом із Суллою. У 75 році до н. е. став претором, а у 72 році до н. е. його обрано консулом разом з Луцієм Геллієм Попліколою. Провів закон, яким було підтверджено громадянство мешканців Іспанії, яке до того було надано Гнеєм Помпеєм. Також завдяки Клодіану було прийнято закон, згідно з яким заборонялося судити провінціалів за їхньої відсутності. Клодіану було доручено боротися із армією Спартака, але останній розбив римлянина в Апенінах й у Піцені.
У 70 році до н. е. його обрано цензором також разом з Луцієм Геллієм Попліколою. Здійснив ценз, нарахувавши 910 тисяч громадян. Водночас провів сувору чистку сенату, відрахувавши звідти 64 сенаторів.
У 67 році до н. е. призначений легатом до Гнея Помпея під час боротьби з піратами. Відповідав за узбережжя Італії та Адріатичне море. У 66 році до н. е. підтримав законопроєкт Манілія стосовно надання імперія Гнею Помпею для війни з Мітрідатом VI, царем Понту.

## Родина
- Гней Корнелій Лентул Клодіан, претор 59 року до н. е.